# Sioux County (Iowa)
Das Sioux County ist ein County im US-amerikanischen Bundesstaat Iowa. Im Jahr 2020 hatte das County 35.872 Einwohner und eine Bevölkerungsdichte von 18,3 Einwohnern pro Quadratkilometer. Der Verwaltungssitz (County Seat) ist Orange City.

## Geografie
Das County liegt im Nordwesten von Iowa, ist im Norden etwa 40 km von Minnesota entfernt, grenzt im Westen an South Dakota, wobei die Grenze durch den Big Sioux River gebildet wird. Es hat eine Fläche von 1989 Quadratkilometern, wovon zwei Quadratkilometer Wasserfläche sind.
Der Nordwesten des Sioux County wird bis zu dessen Mündung in den Big Sioux River vom Rock River durchflossen. Weiter östlich fließen der Floyd River und dessen westlicher Nebenarm nach Süden, die zum Stromgebiet des Missouri gehören.
An das Sioux County grenzen folgende Nachbarcountys:
| Lincoln County (South Dakota) | Lyon County     | Osceola County  |
|                               |                 | O’Brien County  |
| Union County (South Dakota)   | Plymouth County | Cherokee County |

## Geschichte
Das Sioux County wurde am 15. Januar 1851 gebildet. Selbstverwaltet wurde es ab dem 20. Januar 1860. Benannt wurde es nach dem Indianervolk der Sioux.
Der erste Sitz der Countyverwaltung war 1860 in Calliope, damals ein kleines Dorf mit 15 Einwohnern. Das erste Gerichtsgebäude wurde hier 1860 erbaut und diente als solches bis 1872. Ab 1869 kam es zu einer größeren Einwanderungswelle, hauptsächlich aus den Niederlanden. 1872 wurde Orange City zur Bezirkshauptstadt erklärt. Im Juni 1902 wurde mit dem Bau eines neuen Gerichtsgebäudes aus rotem Sandstein begonnen und 1904 fertiggestellt. Von 1976 bis 1982 wurde das Gebäude komplett renoviert und dient noch heute als Bezirksgericht. 1977 wurde es in das nationale Register der historischen Orte aufgenommen.

## Bevölkerung
Nach der Volkszählung im Jahr 2010 lebten im Sioux County 33.704 Menschen in 11.522 Haushalten. Die Bevölkerungsdichte betrug 17,2 Einwohner pro Quadratkilometer. In den 11.522 Haushalten lebten statistisch je 2,72 Personen.
Ethnisch betrachtet setzte sich die Bevölkerung zusammen aus 93,3 Prozent Weißen, 0,4 Prozent Afroamerikanern, 0,3 Prozent amerikanischen Ureinwohnern, 0,8 Prozent Asiaten sowie aus anderen ethnischen Gruppen; 0,9 Prozent stammten von zwei oder mehr Ethnien ab. Unabhängig von der ethnischen Zugehörigkeit waren 8,9 Prozent der Bevölkerung spanischer oder lateinamerikanischer Abstammung.
26,8 Prozent der Bevölkerung waren unter 18 Jahre alt, 58,9 Prozent waren zwischen 18 und 64 und 14,3 Prozent waren 65 Jahre oder älter. 50,1 Prozent der Bevölkerung war weiblich.
Das jährliche Durchschnittseinkommen eines Haushalts lag bei 51.557 USD. Das Prokopfeinkommen betrug 21.333 USD. 6,4 Prozent der Einwohner lebten unterhalb der Armutsgrenze.

## Ortschaften
Inkorporierte Citys:
| Ort          | Einwohner 2010 | Einwohner 2020 |
| ------------ | -------------- | -------------- |
| Sioux Center | 7048           | 8229           |
| Orange City  | 6004           | 6267           |
| Sheldon1     | 5188           | 5512           |
| Rock Valley  | 3354           | 4059           |
| Hawarden     | 2546           | 2700           |
| Hull         | 2175           | 2384           |
| Alton        | 1216           | 1248           |
| Boyden       | 707            | 701            |
| Hospers      | 698            | 718            |
| Ireton       | 609            | 590            |
| Granville    | 312            | 310            |
| Maurice      | 275            | 265            |
| Matlock      | 87             | 74             |
| Chatsworth   | 79             | 75             |

1 – überwiegend im O’Brien County

Von der Volkszählung nicht separat erfasste Unincorporated Communities:
| - Carmel - Carnes - Lebanon - McNally | - Middleburg - Newkirk - Perkins |

1 – teilweise im O’Brien County

## Gliederung
Das Sioux County ist in 23 Townships eingeteilt:
| Township             | Einw. (2010) | FIPS     |
| -------------------- | ------------ | -------- |
| Buncombe Township    | 2032         | 19-90399 |
| Capel Township       | 474          | 19-90468 |
| Center Township      | 359          | 19-90630 |
| Eagle Township       | 283          | 19-91098 |
| East Orange Township | 531          | 19-91122 |
| Floyd Township       | 1084         | 19-91359 |
| Garfield Township    | 335          | 19-91539 |
| Grant Township       | 571          | 19-91701 |

| Township         | Einw. (2010) | FIPS     |
| ---------------- | ------------ | -------- |
| Holland Township | 6024         | 19-91965 |
| Lincoln Township | 2698         | 19-92613 |
| Logan Township   | 784          | 19-92703 |
| Lynn Township    | 317          | 19-92733 |
| Nassau Township  | 2058         | 19-93051 |
| Plato Township   | 505          | 19-93345 |
| Reading Township | 846          | 19-93549 |
| Rock Township    | 4048         | 19-93666 |

| Township             | Einw. (2010) | FIPS     |
| -------------------- | ------------ | -------- |
| Settlers Township    | 166          | 19-93813 |
| Sheridan Township    | 1137         | 19-93852 |
| Sherman Township     | 642          | 19-93876 |
| Sioux Township       | 339          | 19-93924 |
| Washington Township  | 190          | 19-94563 |
| Welcome Township     | 1730         | 19-94635 |
| West Branch Township | 6551         | 19-94653 |